# Johann Ortwin Westenberg

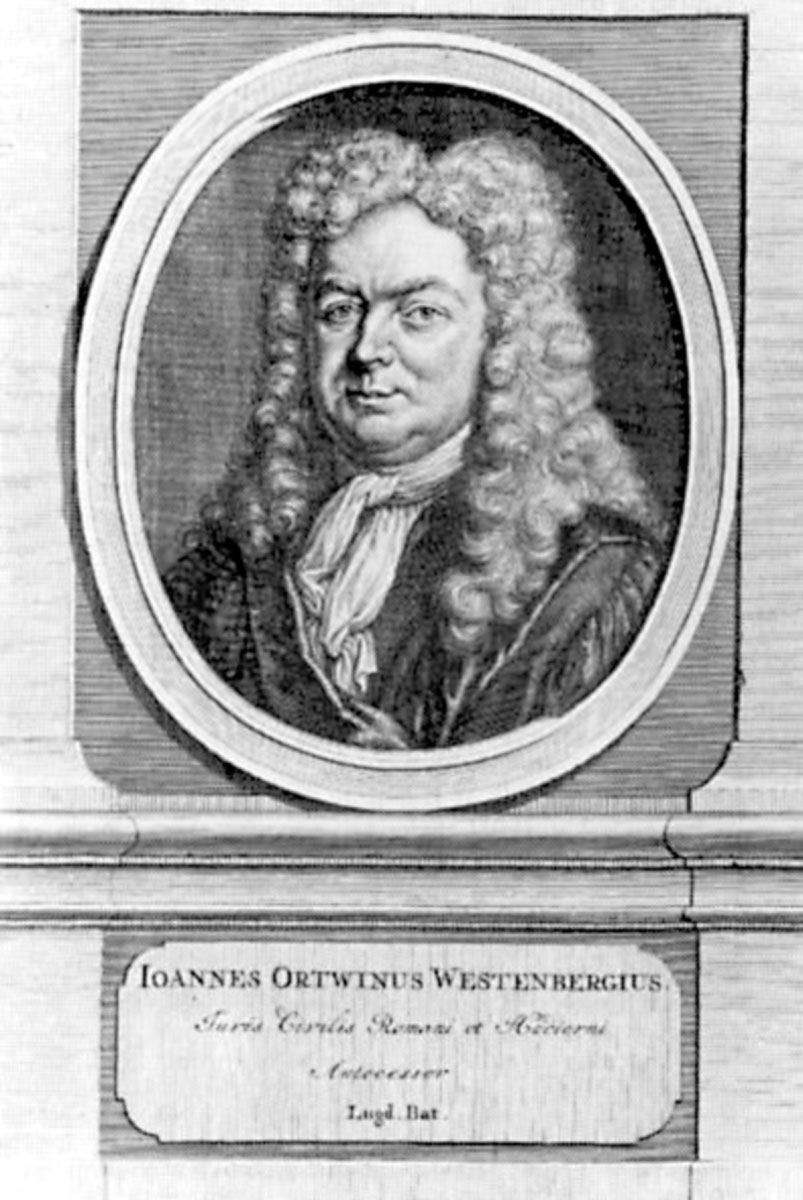
Johann Ortwin Westenberg

Johann Ortwin Westenberg (auch: Wessenberg; * 28. Mai 1667 in Neuenhaus; † 30. Juni 1737 in Leiden) war ein deutscher Rechtswissenschaftler.

## Leben
Der Sohn des Leibarztes des Grafen von Bentheim, Johann Ortwin Westenberg (1628–1675), und dessen Frau Gertrud von Gesseler trat mit 14 Jahren in das Gymnasium Arnoldinum in Steinfurt ein. 1682 begann er ein Studium der Theologie an der Universität Franeker und bildete sich bei Jacob Perizonius in der lateinischen Sprache und in den Altertumswissenschaften weiter. Möglicherweise besuchte er hier auch die Vorlesungen von Campegius Vitringa dem Älteren. Später gab er jedoch das Studium der Theologie zugunsten des Studiums der Rechtswissenschaften auf.
Aus gesundheitlichen Gründen musste Westerberg sein Studium in Franeker beenden. Nach kurzem Aufenthalt in der Heimat begab er sich wieder genesen 1684 an die Universität Harderwijk, wo er bei seinem Onkel Jodokus von Gesseler (–1688) eine juristische Ausbildung absolvierte. Nach einem kurzen Aufenthalt 1686 an der Universität Groningen promovierte er 1687 in Harderwijk mit der Dissertation De usuris zum Doktor der Rechte und wurde 1688 Gymnasialprofessor der Pandekten am Gymnasium Arnoldinum in Steinfurt. Nach einiger Zeit wurde er auch Professor der Geschichte und Rhetorik und Rat des späteren Grafen von Bentheim.
Ende 1694 erhielt er einen Ruf als Professor der Rechte an die Universität Haderwijk. Dieses Amt trat er nach seinem Umzug am 8. März 1695 an. In Haderwijk verfasste er seine wichtigsten Werke. Das bedeutendste aus jener Zeit ist das Lehrbuch der Instituten Principia juris, secundum ordinem Institutionum imp. Justiniani in usum auditorium vulgata, welches über 100 Jahre lang an den holländischen Universitäten Verwendung fand. In Haderwijk beteiligte er sich auch an den organisatorischen Aufgaben der Hochschule und war in den Jahren 1696/97, 1699/1700, 1704/05, 1709/10 und 1714/15 fünf Mal Rektor der Alma Mater.
1716 wechselte er als Professor der Rechte an die Universität Franeker und 1723 als Professor des römischen und Bürgerlichen Rechts an die Universität Leiden. In Franeker beteiligte er sich im Jahr 1721/22 und in Leiden in den Jahren 1725/26 sowie 1733/34 als Rektor an den organisatorischen Aufgaben der Hochschulen. Er starb von Skorbut geplagt schließlich an den Folgen einer ständigen Überlastung.

## Familie
In Veldhausen heiratete Westenberg am 5. August 1697 seine Cousine Matilde von Gesseler (1669–1698), die Tochter seines Onkels Hermann von Gessler und dessen Frau Anna Gertrud Kloppenburg. Seine zweite Ehe ging er 1710 mit Gertrud de Wit (* 7. Januar 1674 in Wesel; † 12. Juli 1734 in Leiden) ein. Die erste Ehe blieb kinderlos. Aus der zweiten Ehe stammten die Zwillingsschwestern Gertrud Westenberg und Maria Magaretha Westenberg sowie der Sohn Jan Gerhard Westenberg, die jedoch alle jung verstarben.

## Werke
- Disputatio inaug. de usuris. Herderwijk 1607
- Principia Juris, sec. ordinem Institutionum caet. Amsterdam 1699, Harderwijk 1704, Franeker 1739, Leiden 1745, 1764
- Principia Juris, sec. ordinem Digestorum, Pandectarum. Harderwijk 1712, Leiden 1732, Amsterdam 1739, Leiden 1745, 1764, Haderwijk 1745, 1823, 1842
- De Causis obligationum liber singularis, s. Dissertationes novem. Harderwijk 1704
- Diss. de emphiteusi.
- Diss. de querela inofficiosi testamenti. Steinfurt 1693
- Diss. de fructuum perception.
- Diss. de consuetudine. Steinfurt 1694
- Diss. foro competente.
- De portione legitima, parensibus, liberis et fratribus relinquenda, dissertationes.
- Oratio de jurisprudential Pauli Apostoli. Bayreuth 1738
- Divus Marcus seu Dissertationes ad M. Aurel. Antonini Imp. Constitutiones. Leiden 1736 und in der Leipziger Gelehrten Zeitung 1736, S. 770 f.
- De jurisprudentia Q Scaevolae. Leiden 1734

## Weblink
- Druckschriften von und über Johann Ortwin Westenberg im VD 17.

| Personendaten    | Personendaten                   |
| ---------------- | ------------------------------- |
| NAME             | Westenberg, Johann Ortwin       |
| ALTERNATIVNAMEN  | Wessenberg                      |
| KURZBESCHREIBUNG | deutscher Rechtswissenschaftler |
| GEBURTSDATUM     | 28. Mai 1667                    |
| GEBURTSORT       | Neuenhaus                       |
| STERBEDATUM      | 30. Juni 1737                   |
| STERBEORT        | Leiden                          |